# NEWS FINE
『NEWS FINE』（ニュース・ファイン）は、2008年9月29日から2011年9月30日までテレビ東京系列およびBSジャパン、一部の独立UHF局で平日の夕方に放送されていた報道・経済番組。
ハイビジョン制作（地上デジタル放送のみ）。テレビ東京のみ『FINE!』に内包、それ以外の局では独立番組扱いで放送されている。

## 概要
テレビ東京系列の夕方の報道番組で、番組名に“ニュース”（表記上はNEWS）と付いたのは、『TXNニュースアイ』以来3年半ぶりとなる。また前番組と同様に“TXN”の冠はついてない。（FNN・ANNでは全国パートにて表記、2009年3月まではJNN、2010年3月まではNNNでも同じく表記されていた）。
テレビ東京で放送されていた夕方の経済番組『Closing Bell』と報道番組『速ホゥ!』を、発展解消・統合した番組である。最新のニュースを独自の視点で掘り下げ、生活に密着した経済を分かりやすく伝える報道・経済番組。第1部は経済情報を中心に放送、証券市場が休みになる祝日・国民の休日は休止する。第2部は一般ニュースを中心に放送、リアルタイム字幕放送を実施。
メインキャスターは長年『ワールドビジネスサテライト』のサブキャスターを務めた大浜平太郎。朝の経済番組『Opening Bell』（2008年9月終了）の末武里佳子を経済キャスターに、前番組『速ホゥ!』から倉野麻里がサブキャスターとして続投する（大浜と倉野はかつて『ワールドビジネスサテライト』や『ワールドビジネスサテライト土曜版』等で共演しており、末武は『TXNニュースアイ』以来、5年半ぶりの夕方ニュース枠の登板）。
番組が始まった2008年当時、キー局の夕方の報道番組において男性がメインキャスターを務めるのは当番組だけだった。また前番組と同様に他4局と明らかに違う点でワイドショー的な内容は扱っていないが、ナレーター読みのVTRはある。経済や一般的なニュースだけでなく、深刻な社会問題を扱う。
2009年3月30日より、第2部のオープニングと一部のテロップが変更された。
同年12月28日、番組開始当初から経済キャスターを務めてきた末武里佳子が、ニューヨーク転勤の為に降板。翌週2010年1月4日から「Newsモーニングサテライト」に出演。
同日、ニューヨークから帰国してきた佐々木明子が経済キャスターに就任。因みに、佐々木はNY赴任前の『速ホゥ!』のメインキャスター以来、3年半ぶりに夕方ニュース枠の登板となった。
同年7月5日より、アナログ放送のレターボックス化と同時にテロップが再度変更された。
2011年9月30日をもってこの番組は終了した｡後継番組は『Mプラス Express』と『NEWSアンサー』となり、放送時間やキャスター陣は新番組へ引き継がれる。同時に『E morning』も終了することから、テレビ東京系列の昼ならびに夕方のニュースは3年ぶりに大改編が実施されることになる。改編に伴い、『ニュースモーニングサテライト』と『ワールドビジネスサテライト』を除く経済ニュース枠は『Mプラス』のタイトルで統一された。
岐阜放送と奈良テレビはこの番組の終了をもって、30年以上放送してきたテレビ東京の夕方ニュース番組のネット受けを終了したが、岐阜放送は2019年10月7日より『ゆうがたサテライト』内包の上、『ぎふサテ!』がスタート。8年ぶりにテレビ東京の夕方ニュース番組のネット受けを再開したが、2021年3月26日に再びテレビ東京からのネットを打ち切っている。

## 出演者

### メインキャスター・経済キャスター・サブキャスター
| 期間 | 期間       | メインキャスター （アンカーマン） | 経済キャスター | サブキャスター |
| --- | ---------- | --------------------------------- | -------------- | -------------- |
| 2008.9.29 | 2009.12.28 | 大浜平太郎                        | 末武里佳子     | 倉野麻里       |
| 2010.1.4 | 2011.9.30  | 大浜平太郎                        | 佐々木明子     | 倉野麻里       |
| - 大浜平太郎はテレビ東京報道局取材センター記者、他はテレビ東京アナウンサー - 末武里佳子は第1部と第2部のコーナー「ピピッと! けいざい好奇心」（2009年12月終了）に出演 - 佐々木明子は第1部のみ出演 - 倉野麻里は第1部のコーナー「倉野のコレ見テ」（木曜）と第2部に出演 |            |                                   |                |                |

### 第1部

#### 東証アローズ中継
いずれも日経CNBCキャスターで、シフトでの担当。
- 袰川有希（日経CNBCキャスター、2011年1月24日 - 2011年9月30日）
- 陣内智衣（同上、2011年2月21日 - 2011年9月30日）
- 合田倫子（同上、2011年5月2日 - 2011年9月30日）

#### コメンテーター
- 永見和彦（金曜、岡三証券理事）

『Closing Bell』金曜コメンテーターから引き続き出演。最近は出演しない週もある。
金曜以外は『Closing Bell』と同じく、第1部の特集の内容に合わせて、日替わりでゲストコメンテーターが出演。永見和彦が出演しない金曜の場合は、月 - 木曜と同様にゲストコメンテーターの出演となる。

#### ナレーション
- 斉藤一也（当時テレビ東京アナウンサー）
- 増田和也（当時テレビ東京アナウンサー）

など

### 第2部

#### ナレーション
『速ホゥ!』から引き続き担当。
- 酒井美紀（俳協）女優の酒井美紀とは同姓同名だが、別人。
- 山岸功（同上）

### 過去

#### 第1部 東証アローズ中継
- 大里希世（元日経CNBCキャスター、2008年9月29日 - 2009年3月27日）
- 木次真紀（同上、2008年9月29日 - 2009年3月27日）

上記2人は『E morning』のマーケットキャスターと兼務。共にCNBCから退いている。
- 林暁代（日経CNBCキャスター、2009年3月30日 - 2011年3月18日）
- 小林あや（同上、2009年4月5日 - 2010年10月22日）
- 曽根純恵（同上、2009年4月13日 - 2010年3月19日）
- 小川まどか（同上、2010年12月6日 - 2011年4月8日）

## 放送時間
|                       | 第1部                       | 第2部 |
| --------------------- | --------------------------- | --- |
| 2008年9月 - 2011年9月 | 15:35 - 16:00 ※祝日は休止。 | 16:52 - 17:20 ※前番組が競艇中継の場合、16:54より放送 （独立U局のみ同様の理由で16:54飛び乗りになる場合がある）。 |

## タイムテーブル
| 時刻                   | コーナー                                         | 詳細 |
| 第1部（15:35 - 16:00） | 第1部（15:35 - 16:00）                           | 第1部（15:35 - 16:00） |
| ---------------------- | ------------------------------------------------ | --- |
| 15:35                  | 第1部オープニング 東証アローズ中継 ニュース 特集 | - テレビ東京では『FINE!オープニング』からステブレレスで接続。TXN系列5局、BSジャパン、独立UHF局のBBC、TVN、WTVが飛び乗り。 - 特集、市況概況・個別銘柄紹介など。 - 東証アローズ中継は市況概況、材料銘柄を紹介する。 - 特集では佐々木とスタジオゲストが『Closing Bell』同様に経済ニュースを掘り下げる。 - 大浜・佐々木（実質佐々木がメイン）両キャスターが進行。なお、倉野は木曜日のみ「倉野のコレ見テ!」のレポーターとして出演。関東ローカルの『FINE!』に配慮してか、冒頭のキャスター挨拶が無い。ただ、オープニングCG・提供クレジットの後スタジオに映像が切り替わった際、大浜が「○月○日、『NEWS FINE』です」と言って本編に入る。 - 画面下に東京証券取引所1部に上場している全銘柄の終値と、日経平均株価（終値）・円 / ドル（現在値）・円 / ユーロ（現在値）の3項目が順に表示される。 ※CMが4回（60秒×1、90秒×3）挿入される。 |
| 15:58.25               | まもなく!レディス4                               | 次番組『レディス4』の5秒予告。 - 『レディス4』を放送していないBSジャパンのみ、予告の直前で飛び降り。 |
| 15:58.30               | CM                                               | ステーションブレイク（90秒）の後、『レディス4』に接続。 |
| 第2部（16:52 - 17:20） |                                                  | |
| 16:52                  | 第2部オープニング ニュース 特集                  | - TXN系列地上波6局とBBC・WTVでは『レディス4』からステブレレスで接続。BSジャパン、独立UHF局のGBSが飛び乗り。 - ニュース（特集など）大浜・倉野両キャスターが進行。第1部にはない挨拶がこちらではある。 - 金曜特報:金曜日の第2部に組まれるニュース特集。他局の特集コーナーと違い、第2部のトップで扱われている。OPの曲調も若干変化していたり、冒頭進行が大浜のみで行なわれている。右上の通常水色基調の項目テロップもオレンジ色になる。スタートから1週間はFINEジャパンと題した特集が組まれた。 CM130秒（スポット30秒、提供クレジット10秒、全国セールス90秒の順番）ただし、提供クレジット部分は、独立UHF局では番組販売扱いでのネット受けとなっている関係上、自社出しのローカルスポンサーの提供クレジットもしくは番組ロゴなどの静止画に差し替えとなる。一方、BSジャパンもノンスポンサー扱いでの放送ではあるが、独立UHF局とは違い提供クレジット部分は差し替え無しでそのまま放送される。ただし、TXN系列地上波6局で提供スポンサーが表示される部分には放送局区別のための局ロゴが表示される（全面表示・画面右下表示とも半透明である。これは主にTXN地上波局の受信可能地域エリアで同じ番組でも地上波・BSのどちらを受信しているかを判りやすくするため）。 ニュース スポットCM（120秒） |
| 17:10頃                | News Arrow マーケット情報                        | フラッシュニュース。1回で4項目表示でき、そのうち数項目を伝える。8項目取り上げる日もある。日によっては、その中からニュース1本を大浜が解説（大浜Check!）する。ニュースは倉野が読み上げるが、5 - 8項目目がある場合5項目目以降は大浜が読み上げる。マーケット情報は株式市場が休場となる祝日は放送されない。 - テレビ東京・テレビせとうち・BSジャパンを除くTXN4局と独U3局はここで飛び降り。TVA・TVO・TVQはそれぞれのローカルニュース番組にステブレレスで接続される。 |
| 17:13                  | CM                                               | スポットCM（120秒） |
| 17:15                  | ラストNEWS 天気予報 翌日の予告                   | 最後にもう一本、ニュースを伝える。2009年12月までは先に天気予報を放送した後、末武が最新の経済ニュースを伝える「ピピッと!けいざい好奇心」を放送していた（祝日はコーナー休止となり、代わりに通常のニュースを放送）。 天気予報は『速ホゥ!』では気象予報士が担当したが、倉野による読み上げ。開始当初は、金曜日を除きTVQでもそのまま放送していた関係で、全国の週間予報で福岡の天気を補足して読み上げられていた。これは、『NEWS FINE FUKUOKA』が日によっては、取り上げるニュースが多く、放送時間内に天気予報を取り上げられない事もあるための配慮。もちろん関東の天気もそのまま流れる。逆に、TVQのローカル枠が17:13からである金曜日は一切読み上げを行わない。2010年4月以降はTSCでもそのまま放送しているが、前述の福岡や岡山の天気を補足することはなくなっている。 - 木曜日は「金曜特報」の予告、金曜日は翌週月曜日の予告。 - 2011年3月までは、曜日によってはTVQがここで飛び降りていた。その名残で、現在も『速ホゥ!』と同じく、終わりの挨拶がない。※CM入りの数秒前に、END10秒の内容について見出しを表示（ただし表示は関東地区のみ。方式の関係上、BSJでも非表示）。 |
| 17:17.30               | CM                                               | CMは関東地区のローカルセールス |
| 17:18.30               | 最後にニュースを一本 エンディング                | ニュースを一本伝える。 - 提供クレジット・END（10秒、テレビ東京・テレビせとうち・BSジャパンのみ。BSジャパンは局ロゴ表示の後、そのままクロスカット切り替わりでエンドタイトルが表示される。そのため、地上波・BSともエンドタイトルは提供クレジットの一部として送出される。すべて右下表示） - 金曜日は翌日放送される『週刊ニュース新書』の予告がエンドタイトルの表示に合わせて入る。 |
| 17:18.40               | 番組アイキャッチ                                 | このあと(今夜)の番組5秒予告または番宣・ID。 |

## ネット局
放送時間は、2011年9月現在。
| 放送対象地域   | 放送局         | 系列           | 放送時間                   | 放送時間      |
| 放送対象地域   | 放送局         | 系列           | 第1部                      | 第2部         |
| -------------- | -------------- | -------------- | -------------------------- | ------------- |
| 関東広域圏     | テレビ東京     | テレビ東京系列 | 15:35 - 16:00              | 16:52 - 17:20 |
| 北海道         | テレビ北海道   | テレビ東京系列 | 15:35 - 16:00              | 16:52 - 17:15 |
| 愛知県         | テレビ愛知     | テレビ東京系列 | 15:35 - 16:00              | 16:52 - 17:13 |
| 大阪府         | テレビ大阪     | テレビ東京系列 | 15:35 - 16:00              | 16:52 - 17:13 |
| 岡山県・香川県 | テレビせとうち | テレビ東京系列 | 15:35 - 16:00              | 16:52 - 17:20 |
| 福岡県         | TVQ九州放送    | テレビ東京系列 | 15:35 - 16:00              | 16:52 - 17:13 |
| 岐阜県         | 岐阜放送       | 独立UHF局      | 放送なし                   | 16:52 - 17:13 |
| 滋賀県         | びわ湖放送     | 独立UHF局      | 15:35 - 16:00              | 16:52 - 17:15 |
| 奈良県         | 奈良テレビ放送 | 独立UHF局      | 15:35 - 16:00              | 放送なし      |
| 和歌山県       | テレビ和歌山   | 独立UHF局      | 15:35 - 16:00              | 16:52 - 17:15 |
| 全国           | BSジャパン     | BSデジタル     | 15:35 - 16:00              | 16:52 - 17:20 |
| 全国           | 日経CNBC       | CS放送         | 16:35 - 17:00 （録画放送） | 放送なし      |

## 第2部のローカルニュース
『速ホゥ!』同様に、一部のネット局は第2部の途中で飛び降り、ローカルニュースを放送する。
ここでは、第2部飛び降り直後に放送されるローカルニュースについて述べる。
| 放送局名     | 番組名                                        | 特記事項 |
| ------------ | --------------------------------------------- | --- |
| テレビ北海道 | TVh道新ニュース （17:15 - 17:25）             | |
| テレビ愛知   | NEWS FINE 東海3県のニュース （17:13 - 17:20） | 開始当初は、『NEWS FINE アイ』を17:13 - 17:25（2010年5月まで17:13 - 17:30）に放送していたが、『3時のつボッ!』（月 - 木 15:00 - 15:30、金 15:00 - 15:35）開始の影響もあり、2010年6月25日に終了。 6月28日以降も17:13よりローカル部分として継続しているものの、放送枠はテレビ愛知発表では17:13 - 17:24と、以前より1分縮小している（実際は17:13にローカルCMを1分挟むため17:14開始、17:21で終了、17:21 - 17:24は『TVAショッピング』を放送していたが、同年10月より終了時間を17:22に変更し、ショッピングは廃止している）。 2011年4月4日より放送終了時間が17:20に縮小された。 |
| テレビ大阪   | NEWS BIZ （17:13 - 17:30）                    | |
| TVQ九州放送  | ルックアップふくおか （17:13 - 17:30）        | 開始当初は、『NEWS FINE FUKUOKA』を、月 - 木は17:18 - 17:25、金は17:13 - 17:30に放送していたが、月 - 水の17:25 - 17:30に放送していた『オールドスクエア 〜古都の街角〜』（KBS京都）のストックが終わったため、2010年6月頃から月 - 水のみ17:13 - 17:20に変更。2011年4月4日より、現在のタイトル・放送時間となった。 |
| 岐阜放送     | NEWS 5 PLUS （16:50 - 18:15）                 | 開始当初は、17:15から『ぎふチャンワイド タワー43』を放送していたが、2009年4月より18時台に放送時間を変更。 その後2010年4月5日より『ぎふチャンNEWS FIVE』の放送を始め、『NEWS FINE』は16:52 - 17:13まで内包する形となったが、同番組は2011年4月1日に終了。 2011年4月4日より『NEWS 5 PLUS』に内包される。 |

テレビせとうちは、開始当初はローカルニュース『ザニュースTSC』（17:15 - 17:30）を放送していたが、この番組と土曜朝に放送されていた他の経済情報番組や生活情報番組と共に2010年3月末で打ち切り、テレビ東京発の内容をそのまま放送する形になった。
17:20以降の10分間もローカルニュースではなく自社制作のミニ番組とテレショップとなった（ただし、土日夕方はこれまで通り5分間のローカルニュースを放送。平日夕方のニュースは15:30-35「TSCニュース」で事実上補完する）。ちなみにそれらの後継番組として、4月1日から『せとうちパレット930』（9:30 - 10:00）がスタートしている。
びわ湖放送・テレビ和歌山（及び2011年3月までの奈良テレビ放送）は飛び降り後、別番組（アニメ、テレショップ等）を挟んで違う時間帯にローカルニュースを放送する。ただし、びわ湖放送は2010年4月 - 9月30日まで、17:14 - 17:25に『ニュースイブニングCATCH』を放送していた。

## 備考
- 字幕放送を知らせる「字幕」マークのテロップはTXN各局・BSジャパン共通のデザイン。テレビ東京の他番組と違い、この番組のみ副調整室側からの送出でメイン・サブキャスターの名前テロップと同時に表示する。字幕表示機能を最初から入りにした状態で視聴している場合、第2部開始の冒頭で「生放送のため字幕に誤字を生じることがあります。ご了承ください。」という旨の文字スーパーが出される。なお、第2部の放送においてはCM中に限らず、特集のVTRが流れている間と天気予報のコーナーが行なわれる最中にも地上波では提供スポンサー、BSジャパンでは放送局区別のための局ロゴがそれぞれ画面右下に表示されるため字幕放送は一時中断されるが、中断してもその間の字幕が表示されなくなることは無く、表示が終わってから続きの字幕が表示される。これは後継番組のNEWSアンサーでも同様となっている。

- 番組のロゴは『FINE!』とほぼ同じデザインで「nEWS FinE」と、大文字と小文字を組み合わせた形で表記されている。関東地区の新聞ラテ欄には『FINE!』に内包されているため、番組名の表記はないが（“[N]”のみ表記）、テレビ東京を含む全局のEPG及び他地区のラテ欄には、「NEWS FINE」 あるいは「[N]FINE」とそれぞれ独立して表記されている。また『FINE!』のように“!（感嘆符）”は、当番組では表記されていない（奈良テレビのように地デジEPGでの番組名が「NEWS FINE!」となっていたり、新聞のテレビ欄ではテレビせとうちが「FINE!」のオープニングをネットしていないも関わらず、この時間を「FINE!夕方」と表記している、Gコードの記載が廃止となって以降はテレビ大阪も同様になっている）。

- 番組の音楽は放送開始以来、1部と2部それぞれ山﨑茂之が作曲したものを使用している。

- 競輪・競艇中継で16:54開始になる場合は全国一律とは限らない。TXN系列6局は16時台が通常通り『レディス4』を放送してもU局のみ競輪・競艇中継により16:54飛び乗りとなる場合でも、ニュースを区切って中途半端な飛び乗りにならないよう配慮するが、挨拶やロゴ表記はない。

- 2008年は12月29日まで放送。2009年の放送開始は1月5日からだが、証券市場での取引は午前中のみ（大発会）であるため、第1部の放送は休止となった。

- 同年5月5日は世界卓球2009の中継延長に対応するため予め2部も休止となり、TXNニュースに変更したが、ネットしたのはTVh、BSジャパンのみでそれ以外の系列局は独自ローカルスポットニュースとなった。

- 同年5月18日は民主党新代表質問と新型インフルエンザ関連報道のため、TXN系列局とBSジャパンのみ放送枠を30分拡大しての放送となった。『夏目友人帳』再放送が休止し、1週間順延した。BSジャパンでは、通販枠が休止となった。

- 同年9月23日の第2部は第52回オールスター競輪の決勝戦中継のため、16:50から放送された（第1部は同日が秋分の日であったため休止）。

- 同年11月6日の第2部「金曜特報」は、名古屋市役所からの生放送となり、大浜と河村たかし名古屋市長との単独生インタビューが行なわれた。このため、第1部は末武が単独で進行したほか、第2部では東京のスタジオからは倉野のみ出演し、ラストニュースはナレーターの山岸が影読みを行なった。

- 2010年1月5日はテレビ東京とテレビ北海道とBSジャパンのみ15:00 - 15:45に競馬中継が放送されたため（他の系列局は短縮分を他番組で穴埋め）、第1部の放送が15:45 - 16:00に短縮された。このため、画面下部に表示される個別銘柄の終値は、日経平均採用銘柄のみの紹介となった。

- 同年6月2日は鳩山総理退陣表明にあわせ、第2部全国ネット部分を30分拡大の17:43まで放送（奈良テレビ、テレビ和歌山は通常通り17:13で飛び降り、TVQは17:46まで）。テレビ東京とテレビせとうちとBSジャパンでは、17:50までの放送となった。この為TXN系列6局では「NARUTO-少年編-」が、BSジャパンではテレビショッピング枠が放送休止となった。

- 2日後の同年6月4日は当日行われた民主党代表選挙及び菅総理誕生に関連する報道のため、第2部全国ネット部分を30分拡大の17:43まで放送（奈良テレビ、テレビ和歌山は通常通り17:13で飛び降り）。テレビ東京とテレビせとうちとBSジャパンでは、17:50までの放送となった。この為TXN系列6局では「週刊AKB」が、BSジャパンではテレビショッピング枠が放送休止となった。

- 同年9月14日は民主党代表選挙に関連する報道のため、第1部を15:00 - 16:00で放送した（テレビ東京、テレビ大阪、びわ湖放送のみ、それ以外の局は通常通り15:35開始）。

- 同年10月28日は『プロ野球ドラフト会議2010』（ドラフト会議中継）のため、第2部全国ネット部分を30分拡大の17:43まで放送した。テレビ東京とテレビせとうち、BSジャパンでは17:50までの放送となった。

- 同年3月11日は当日14:46頃に発生した東北地方太平洋沖地震（東日本大震災）関連の報道特別番組扱いで放送[6]。レディス4は休止となった。なおテレビ東京では津波警報の発令を以て特番がスタートしたが、当番組レギュラーである大浜が担当し、その後も21:00頃まで大浜・倉野・佐々木らが入れ替わりで担当した。

- 同年3月14日も東日本大震災に関連する報道のため、第2部全国ネット部分を30分拡大の17:43まで放送した。テレビせとうちでは17:50まで、テレビ東京、BSジャパンでは18:00までの放送となった。

- 同年3月15日 - 17日も東日本大震災に関連する報道のため、テレビ東京、BSジャパン、奈良テレビでは第2部を17:30まで拡大して放送した。

- 同年3月18日も東日本大震災に関連する報道のため、テレビ東京、BSジャパンでは第2部を17:30まで拡大して放送した。

- 同年3月31日をもって奈良テレビは第2部の放送を打ち切った。後枠はテレビショッピング枠などにあてている。また、奈良テレビは第1部の放送も県議会中継を編成した関係で同年9月27日の放送で打ち切りとなった。

- 同年5月30日より当番組を含むテレビ東京の報道番組担当男性キャスターの服装がスーツ・ネクタイからノーネクタイのシャツにジャケットというクールビズスタイルになる。

- 同年9月21日は台風15号に関連する報道のため、テレビ東京では第2部を17:50まで拡大して放送した。この為テレビ東京のみ「NARUTO-少年編-(再放送)」が､放送休止になった｡(その他のTXN系列5局は「NARUTO-少年編-(再放送)」をテレ東から裏送りで予定通りに放送された｡)

- 同年9月23日は「週刊AKB」の休止設定により、テレビ東京のみ17:50まで放送（その他のTXN系列5局とBSジャパンは通常通り）。また、その他のTXN系列5局では17:30～18:00の時間帯は穴埋め対応となった。